# Wire
Wire é uma banda britânica de rock formada em 1976 em Londres, Inglaterra, por Graham Lewis (baixo, voz), Bruce Gilbert (guitarra), Colin Newman (voz, guitarra) e Robert Gotobed (bateria). Foi uma das primeiras bandas de punk rock a misturar seus sons com profundos conceitos artísticos. Também é conhecida por fazer músicas cruas e curtas, além de letras extremamente enigmáticas, com críticas aos atuais modelos do mundo. Foi um dos precursores do pós-punk. Artistas que influenciaram Wire: Velvet Underground, Brian Eno e Marcel Duchamp.

## História

### O período clássico
No início dos anos setenta, Colin Newman era um estudante de design de Watford Art College. Ao mesmo tempo, é apreciador de música e, em particular, música experimental. Em seguida, começa a passar o tempo com fitas e vários instrumentos com seu amigo Brian Eno.
O projeto "Wire" nasce na própria academia. O núcleo do grupo, no entanto, escolhe o nome de Overload e inclui além de Newman, o guitarrista George Gill e o técnico Bruce Gilbert. Depois de algum tempo, se juntam ao grupo, o baterista Robert Gotobed (também conhecido por Robert Grey) e o baixista Graham Lewis.
Gill, no entanto, deixou a banda pouco depois e a formação se em um quarteto com o novo nome: Wire. O nome foi escolhido tanto pela sua simplicidade e brevidade, e por suas "implicações" semânticas (em inglês significa, como um substantivo, "a cabo, fio elétrico").
A formação do quarteto é, por conseguinte, meramente acadêmica, e isto afetou tanto na produção do grupo, que difere da abordagem por esse motivo, do que as outras bandas punk de 1977 que explodiram nesse período.
No início de 1977, o grupo foi em Londres, onde conheceu Mike Thorne da EMI, que os seleciona para a compilação The Roxy London WC2. Em novembro, a banda lançou seu primeiro álbum, Pink Flag, que foi precedido pelo single, Mannequin. O grupo, graças ao rótulo que eles assinaram (EMI/Harvest Records, a mesma do início do Pink Floyd), foram apelidados pela imprensa britânica como os "Punk Floyd".
Álbum de estréia da banda, Pink Flag (1977) - "talvez o álbum de estréia mais original lançado na primeira onda do punk britânico", de acordo com o crítico Steve Huey do AllMusic. - contém canções que apresentam diversidade no humor e no estilo, mas a maioria usa uma abordagem punk minimalista, combinado com estruturas pouco ortodoxas."Field Day For The Sundays", por exemplo, contém apenas 28 segundos de duração.
Chairs Missing se seguiu em 1978, e encontrou a banda recuando a partir do minimalismo austero de Pink Flag, com longas canções atmosféricas e uso de sintetizador acrescentado pelo produtor Mike Thorne. "Outdoor Miner" se tornou um pequeno hit, atingindo a 51º posição na parada de singles do Reino Unido.O experimentalismo se tornou mais proeminente em 154 (1979).

### Hiato temporário e projetos paralelos
Em seu pico de criatividade, no entanto, o grupo entra em ruptura com a EMI sobre as estratégias de promoção do 154: o grupo estava determinado a centrar-se no visual, ou vender através da televisão, e isso era impossível segundo a EMI.
Por esta razão, em fevereiro de 1980, foi feita uma performance no Electric Ballroom, onde o Wire foram colocados em exposição com uma série de pantomima, com cabras, fogões a gás e foguetes infláveis. O concerto foi imortalizado no Document And Eyewitness (1981). Este seria o último concerto por cinco anos.
O grupo encontrou refúgio temporário na Rough Trade Records, que em setembro lançou o single "Our Swimmer/Midnight Banhof Café". Todavia, as tensões pessoais entre Newman e a "coalizão" Gilbert e Lewis não fáceis de agradar, apesar do grupo não ter dissolvido, ele foi dividido em duas partes: a de Newman dedicado a um projeto de alma pop, enquanto os outros dois músicos preferiam realizar projetos com base na performance multimídia.
Colin Newman chega então a Beggars Banquet e acompanhado pelos "veteranos" Gotobed e Thorne, com a adição do guitarrista Desmond Simmons, produz o álbum AZ (1980). É um LP de 12 faixas, que depois é reeditado em 1988 com a adição de três faixas publicadas nos anos seguintes como um single e dois outras inéditas. Depois de passar pela 4AD, Newman publica mais dois álbuns em seis meses, intitulados: Provisionally Entitled the Singing Fish e Not to. Enquanto isso produz também o álbum do Virgin Prunes, If I Die, I Die (1982), escreve para o This Mortal Coil e produz Raging Souls da banda Minimal Compact, cuja vocalista, Malka Spigel, tornou-se sua esposa.

### A volta, saída de Robert Grey e outra separação
Em 1985, o grupo retomou a sua atividade com renovado clamor pela crítica, mas não penetraram tão profundamente como na década passada. Renovado, o grupo conseguiu se enquadrar perfeitamente na eletrônica, a publicação de quatro álbuns fortemente inspirados pelo gênero, sendo o primeiro em oito anos com o The Ideal Copy em 1987, logo em 1988 lançam A Bell Is A Cup com som mais perto do dance alternativo. Em seguida, lançam IBTABA que consiste em gravações ao vivo retocadas em estúdio e, finalmente, Manscape em 1990, que foi o último trabalho publicado com o baterista Robert Grey, onde se comprova que um bateria eletrônica programada ,de repente, se havia convertido em um acréscimo supérfluo que o som da banda requeria em seus concertos ao vivo.
Após a saída de Grey, a banda lançou em outubro de 1991, o seu nono álbum de estúdio: The First Letter, que foi publicado sob o nome de WIR3, referindo-se a apenas três dos quatro membros originais que permaneceram. Assim, Bruce Gilbert não satisfeito com os resultados também se retirou da banda, e o grupo se separou novamente.

### Regresso e novos trabalhos
Com Gotobed de volta ao line-up (usando agora seu nome de nascimento, Robert Grey), o grupo inicialmente reformula muito do seu antigo catálogo para uma apresentação no Royal Festival Hall em 26 de fevereiro de 2000. Durante a recepção do Wire, uma pequena turnê no início de maio nos EUA e uma série de shows no Reino Unido, convenceu a banda a continuar, além de Dois EP's e um álbum, Send (2003), seguido, com as colaborações com o cenógrafo Es Devlin e artistas como Jake e Dinos Chapman.
Em 10 de Janeiro de 2011, a banda lançou o seu décimo-segundo álbum de estúdio, Red Barked Tree, que (de acordo com o comunicado de imprensa da BBC) "... reacende um lirismo às vezes ausente do trabalho anterior do Wire e reconecta com a energia ao vivo da performance, aproveitado e canalizado a partir de uma extensa turnê ao longo dos últimos anos ".

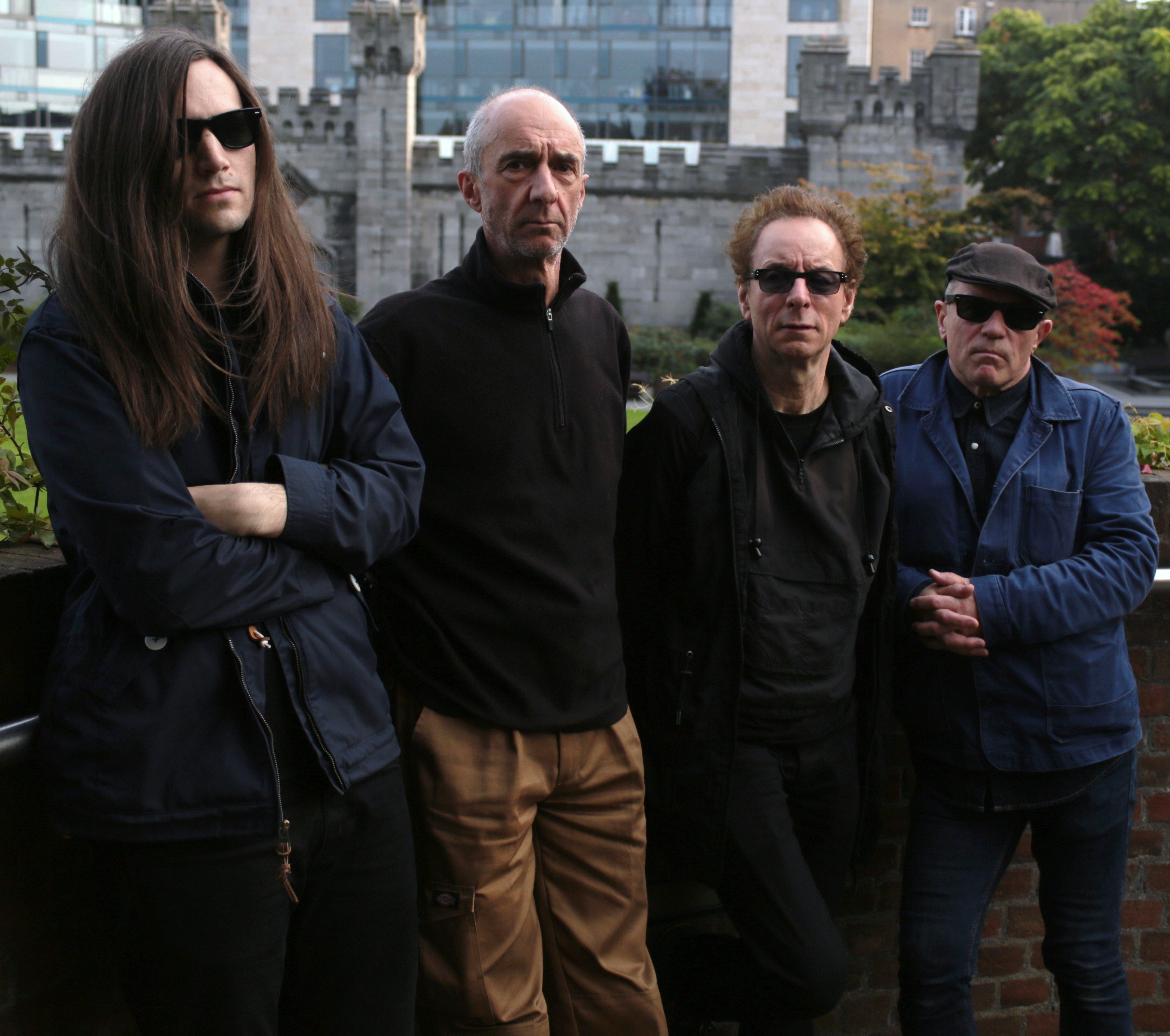
A banda em 2013. Da esquerda para a direita: Matt Simms, Robert Grey, Colin Newman e Graham Lewis.

O álbum foi escrito e gravado por Colin Newman, Graham Lewis e Robert Grey, mas falando com Marc Riley no dia do lançamento, Newman introduziu como " um novo garoto" como guitarrista: Matt Simms (do It Hug Back) que esteve com a banda desde abril de 2010 como um membro da turnê.
Em março de 2013, a banda lançou Change Become Us, seu 13º álbum de estúdio, que foi muito bem recebido.O décimo quarto álbum auto-intitulado do Wire foi lançado em 13 de abril de 2015 no Reino Unido. Já no ano seguinte, em abril de 2016, a banda lançou seu décimo-quinto álbum de estúdio, Nocturnal Koreans, consistindo de oito faixas gravadas durante as mesmas sessões do álbum anterior. Em 2017, o Wire celebrou o 40º aniversário da banda lançando seu 16º álbum de estúdio, Silver/Lead.
Em outubro de 2019, o Wire anunciou o lançamento de ser 17º álbum de estúdio, Mind Hive, em 24 de janeiro de 2020, junto com a divulgação de seu primeiro single "Cactused".

## Influência e legado
A influência de Wire tem ofuscado seus recordes de vendas comparativamente modestos. Nas décadas de 1980 e 1990, bandas como Manic Street Preachers,
Minutemen, Sonic Youth, R.E.M. já citaram o grupo inglês com uma grande influência. R.E.M. já chegou a fazer um cover da canção "Strange" em seu disco Document. Desde a sua reunião de 2008, o The Feelies vem regularmente tocando "Outdoor Miner" durante seus sets ao vivo.
Robert Smith disse que a banda , depois de ver o Wire ao vivo, havia influenciado o som do The Cure depois de seu primeiro álbum.
Robert Pollard do Guided By Voices afirmou que Wire foi a sua banda favorita e o fato de que os álbuns do Guided By Voices tinham canções que foram diretamente influenciadas pelos discos do Wire.
Um dos últimos lançamentos do My Bloody Valentine antes da reunião do grupo em 2007 foi um cover de "Map Ref 41°N 93°W" em um álbum-tributo ao Wire intitulado Whore. A canção foi escolhida como cover favorito pela Flak Magazine.
Mais recentemente, Fischerspooner (que fez um cover de "The 15th" em seu álbum 1#), bandas de britpop como Elastica e Menswe@r e bandas de post-punk revival como Bloc Party, Futureheads e Franz Ferdinand já citaram Wire como influência. O trabalho de Blur, junto com outras bandas de Britpop menores, têm sido citadas como especialmente uma reminiscência do Wire na década de 1970 em vários pontos, com Graham Coxon e Damon Albarn falando sobre a influência do grupo no Blur.
Johnny Marr do The Smiths confirmou que ele é um fã da banda e reconheceu que, vendo o Wire ao vivo, isso o ajudou a dar-lhe a confiança necessária para lançar seu primeiro álbum solo em 2013.
A banda britânica de eletrônica, Ladytron incluíu a canção "The 15th" na compilação Softcore Jukebox. O membro da banda, Reuben Wu já reconheceu o Wire como uma influência musical.
Os Wire foram influentes no hardcore punk americano. Alguns do fãs incluem Ian MacKaye da banda de hardcore punk, Minor Threat e Henry Rollinsanteriormente do Black Flag. Minor Threat já fez um cover de "12XU" para a compilação da Dischord Records, Flex Your Head, bem como Boss Hog no seu EP "I Dig You".
A banda de noise rock liderada por Steve Albini, Big Black já fez um cover da canção "Heartbeat" duas vezes: uma como uma versão de estúdio, que foi lançada como um single (também incluído na compilação The Rich Man's Eight Track Tapes), e também como uma versão ao vivo, com Bruce Gilbert e Graham Lewis, que foi incluído na versão VHS de seu álbum ao vivo, Pigpile.
O guitarrista do Helmet, Page Hamilton citou Wire como uma das suas "cinco melhores bandas"e como influência em sua música.
Um caso de plágio entre o Wire e Elastica, sobre a semelhança entre a canção "Three Girl Rhumba" e hit de 1995 "Connection" do Elastica, resultou em um acordo fora dos tribunais.

## Discografia

### Álbuns de estúdio
- Pink Flag (1977)
- Chairs Missing (1978)
- 154 (1979)
- The Ideal Copy (1987)
- A Bell Is a Cup... Until It Is Struck (1988)
- It's Beginning To And Back Again (1989)
- Manscape (1990)
- The Drill (1991)
- The First Letter (1991)
- Send (2003)
- Object 47 (2008)
- Red Barked Tree (2010)
- Change Become Us (2013)
- Wire (2015)
- Nocturnal Koreans (2016)
- Silver/Lead (2017)
- Mind Hive (2020)

### Singles e EPs
- Mannequin / 12XU / Feeling Called Love (Novembro de 1977)
- I am the Fly / Ex-Lion Tamer (Fevereiro de 1978)
- Dot Dash / Options R (Junho de 1978)
- Outdoor Miner / Practice Makes Perfect (Janeiro de 1979)
- A Question of Degree / Former Airline (Junho de 1979)
- Map Reference 41°N 93°W / Go Ahead (Outubro de 1979)
- Our Swimmer / Midnight Bahnhof Cafe (Maio de 1981)
- Crazy About Love / Second Length (Our Swimmer) / Catapult 30  (Março de 1983)
- Snakedrill (EP, Novembro de 1986)
- Ahead / Feed Me (live) (Março de 1987)
- Kidney Bingos / Pieta (Março de 1988)
- Silk Skin Paws / German Shepherds (Junho de 1988)
- Life in the Manscape / Gravity Worship (Maio de 1990)
- So and Slow It Goes / Nice from Here (Abril de 1991)
- First Letter / The Last Number (Dezembro de 1995, com Hafler Trio)
- Vien (1997, como "Wir")
- Twelve Times You (Janeiro de 2001)
- Read & Burn - 01 (Junho de 2002)
- Read & Burn - 02 (Outubro de 2002)
- Read & Burn - 03 (Novembro de 2007)

### Álbuns ao vivo
- Document and Eyewitness (Junho de 1981)
- In the Pink (Agosto de 1986)
- Live at the Roxy, London (1977) / Live at CBGB Theatre, New York (1978) (Novembro de 2006)

### Compilações
- And Here It Is...Again... (1984)
- Play Pop (Março de 1986)
- The Peel Sessions (EP, Novembro de 1987)
- On Returning (1977-1979) (Julho de 1989)
- Double Peel Sessions (Fevereiro de  1990)
- 1985-1990 The A List (Maio de 1993)
- Exploding Views (Setembro de 1994, acompanha um livro)
- Behind the Curtain (Maio de 1995)
- Turns and Strokes (Maio de 1996)
- Coatings (Outubro de 1997)
- The Third Day (Fevereiro de 2000)
- It's All In The Brochure (Maio de 2000)
- WIRE On The Box: 1979] (Outubro de 2004)
- WIRE: The Scottish Play: 2004 (Março de 2005)